# Majoros Áron Zsolt
Majoros Áron Zsolt (Budapest, 1982. szeptember 11. –) szobrászművész.

## Tanulmányok
- 1997-2000: Építő-, és Díszítőművészeti Szakközépiskola, kőszobrász szak
- 2001-2008: Magyar Képzőművészeti Egyetem, szobrász szak, mestere: Kő Pál

## Művészete

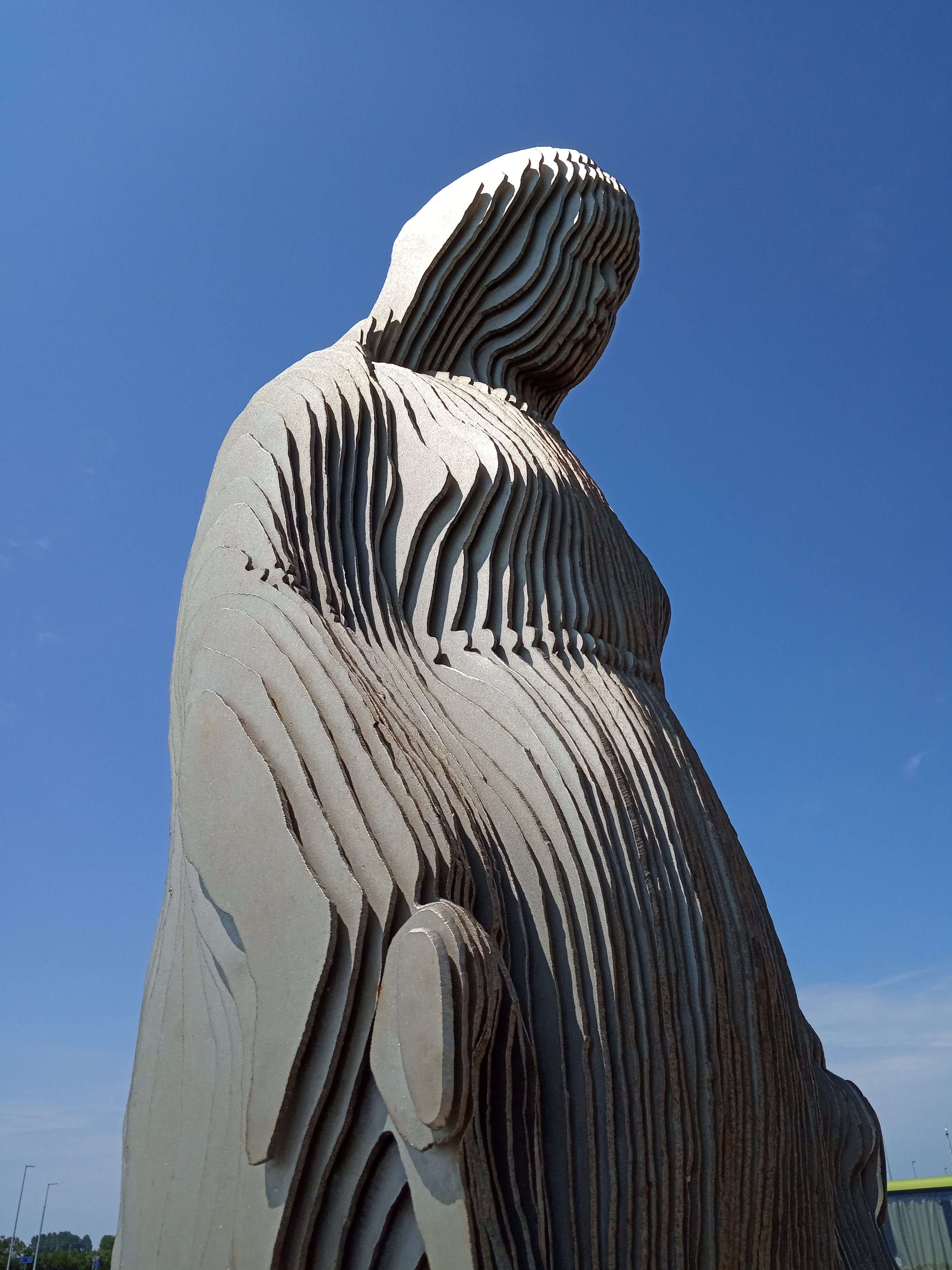
Áldó Mária (2020)

2008-ban zárta le tanulmányait a budapesti Magyar Képzőművészeti Egyetemen. A közelmúlt éveiben rendezett több önálló kiállítást, bemutatkozott számos csoportos, illetve tematikus tárlaton, artfaireken Londontól Isztambulig, aktívan részt vett több alkotótelep munkájában, és számos múzeumba és gyűjteménybe kerültek be szobrai Mexikótól Kínáig.
Munkássága  reprezentálja, hogy a szobrászat 20. század során gyökeresen megváltozott, és az ezredforduló után is állandó és gyors változásban lévő szféráját: azt, hogy egy térbe állított, szobornak nevezett, valamilyen anyagba foglalt, művészi igénnyel megformált tárgy mást és másként fogalmaz és jelenít, testesít meg, mint a korábbi korok plasztikai művészetének művei.
Wehner Tibor művészettörténész mondja róla: „Szobrászatának ugyanaz a tárgya, ugyanaz a médiuma, mint amely e művészeti ág alkotásainak hosszú évszázadokon át, sőt évezredeken keresztül tárgya és médiuma volt: az ember és a természet, a természeti teremtmények vagy jelenségek.”

## Szobrairól
ANDROMÉDA I–II. HATÁR
A női test héjszerű frontális ábrázolását apró kerek acélkorongokból építettem fel. A szobor emlékeket és érzéseket szimbolizál. Szerkezete ipari melléktermék változó átmérőjű köreiből, légiesen áll össze. A női alak a kapcsolati illúzió jelképe. A megismerési skatulyák általunk gerjesztett kivetülése. Megjelenik, mint a társadalmi elvárásnak megfelelő öntudatos karrierista, vagy mint a hagyományos anya szerepben. Az elölnézet plasztikája, a test hiánya, a pillanatnyi összeállást és a változást vizionálja. A zárt, időtlen archaikus tartású szobrot oldja a kis elemekből összeállt és áttört rendszere. Tartásában finom elrendelés, nekifeszülés érzékelhető, mintha a női ideánkból és általunk ráakasztott szerepből szeretne kilépni.
PAC-MAN
A szobor egy klasszikus számítógépes játék ikonját, az 1980-ban született Pac-Mant formázza 3D-ben. A játék főhőse kapitalista jelkép: az állandóan kutató bolyongó hős, aki mindent bezabál és menekül, lételeme a fogyasztás, miközben az információs társadalom útvesztőiben bolyong, és nem veszi észre, hogy folyamatosan ugyanazokat a köröket rója. A San Francisco State University professzora, Arthur Asa Berger szerint a játék akár a kapitalizmus metaforája is lehet, hiszen „a nagy hal megeszi a kis halat” filozófiára épül: a játékos, miként a szociális-gazdasági útvesztőbe szorult amerikai állampolgár, csak akkor maradhat életben, ha saját magával foglalkozik, mániákusan habzsol, és mindenki mást ellenségnek tekint. Pac-Man tátott szájú gömb figuráját kis sárga korongokból raktam össze, ami látványos kovácsolt rozsdás fogakat kapott, ezzel is erősítve a múltbéli egyszerű forma fejlődésének, kiteljesedésének érzetét. Pac-Man volt az első pixelhős, aki személyiséget, lelket kapott, ezzel meghódította a világot, és igazi kultjátékká nőtte ki magát. Azért nyúltam vissza ehhez a figurához, mert a mai társadalmunkat is egyre inkább ez a szemlélet jellemzi.

## Munkássága
Szabó Noémi művészettörténész: „Majoros finoman stilizáló, de mindvégig organikus plasztikájának szellemi középpontjában az emberi lélek egyszer magát felfedő, máskor elbújó, talán soha nem materializálható illékonysága áll. Szobrainak érzékenyen megmunkált, nemes anyaga (a fa és a fém disszonáns kettőse) és a bennük összesűrűsödő transzcendens jelentéstartalmak szinte szakrális aurát kölcsönöznek nekik. Majoros a háromdimenziós, minden esetben körbejárható alkotások külső héjának kibontásán túl aprólékos műgonddal tárja fel és alakítja ki a szobor láthatatlan belsejét, hogy azután saját művészi elhatározásából el is rejtse azt.”
Beke László: „Fel kell figyelnünk arra a jelenségre, hogy egyre több remek fiatal művész, köztük szobrász dolgozik körülöttünk. Közülük az egyik Majoros Áron Zsolt. >Válasszuk ki legjellegzetesebb szobrát, melyből minden, vele kapcsolatos közlendőnket le tudjuk vezetni. Azonban egy ilyen szobor nincs, csak több, és mindegyik további vele rokon szoborcsoportokba tartozik. Az én választásom végül két szoborra esett: egy álló nőalakra, a Határra és a kagylószerű Fényre, de mindkettőnél hamarosan kiderült, hogy a kijelölés nem pontos: vagy a cím nem stimmelt a műhöz viszonyítva, vagy a címből kiindulva más műre gondoltam. A fogalmi gondolkodás és a tárgyi világ között máris ellentmondás, pontosabban termékeny feszültség keletkezik.”

## Díjai
- 2005. Finta-díj
- 2007. „reményt és jövőt adok nektek” pályázat díjazottja ELTE Botanikus-kert különdíja
- 2008. Pesterzsébeti Tavaszi Tárlat különdíja Prima Junior Díj
- 2011. Ezüstgerely Díj
- 2012. Pesterzsébeti Tavaszi Tárlat különdíja Valóság és Illúzió pályázat, MAOE Díj
- 2013. Reformáció és Tolerancia, pályázat díja
- 2014. NKA, alkotói támogatás Labirintus pályázat, szakmai elismerése KÓD pályázat, díjazottja
- 2017. Pesterzsébeti Tavaszi Tárlat különdíja NKA, alkotói támogatás

## Egyéni kiállítások
- 2009. Parthenon fríz terem, Epreskert, MKE, Budapest
- 2010. Galéria 13, Soroksár
- 2011. Kezdő nyelvlecke
- 2013. Látszat Határ, Miklós Hajnallal, Faur Zsófi Galéria,[1] Budapest
- 2014. Önálló kiállítás, Mayer Évával, Vörösmarty Társaság, Székesfehérvár Transzvízió, Mayer Évával Szent Mihály-Kápolna, Halászbástya, Budapest
- 2016. Lélek-keret, Kortárs Magyar Galéria, Vermes-villa, Dunaszerdahely, (SK)
- 2017. Élő gyűjtemény, Magyar Nemzeti Galéria, Budapest

## Válogatott csoportos kiállítások
- 2002. Majdnem galéria, i Grappoli Sessai Kultúrközpont, Svájc
- 2003. Kő Pál és tanítványai, Országos Mezőgazdasági Könyvtár, Budapest
- 2004. Kortárs Keresztény, Plébánia, Soroksár
- 2005. Kisplasztikai Biennále, Pécs; Kortárs keresztény Biennále, Cifrapalota Kecskemét; Kő Pál és tanítványai, Főtér Galéria, Gyöngyös; Kő Pál és tanítványai, Zsinagóga, Mátészalka
- 2006. Amadeusz, Barcsay -terem, MKE, Budapest
- 2007. Organikus Formák, Művész pince, Lengyel Intézet; Képződő Terek, Ybl Palota, Budapest; Plein Art Fesztivál, Ráday utca, Budapest; Szabadtéri Szoborkiállítás, Szolnok
- 2008. Reményt Adok, Barabás Villa, Budapest; Pesterzsébeti Tavaszi Tárlat, Gáál Imre galéria, Pesterzsébet; Best of diploma, MKE, Budapest
- 2009. Friss hajtás, Park Galéria-Mom Park, Budapest; Szabadtéri Szoborkiállítás, Szolnok; Incitato Céhtörténeti múzeum Kézdivásárhely, (RO)
- 2010. Premier, Duna Galéria, Budapest; Tavaszi Tárlat, Pesterzsébet; Kecskeméti acélszobrászati szimpózium zárókiállítása, KÉSZ, Kecskemét; Hirős hét fesztivál, Kecskemét; Soroksári Képtár megalakulása, Helytörténeti gyűjtemény, Soroksár
- 2011. Könyv-tárgy biennále, Ráday kastély, Pécel; Ezüstgerely pályázat, Sportmúzeum, Budapest; Faur Zsófi Galéria,[2] Art Market, Budapest
- 2012. Ez Állat, Faur Zsófi Galéria,[3] Budapest; Artplacc, Tihany; Gyorsabban, magasabbra, erősebben! Magyar Nemzeti Galéria, Budapest; Lujos mester és tanítványai, Vaszary villa, Balatonfüred; KÉSZ csoport művészeti gyűjtemény, Reök-palota,Szeged; KASZ, Acél promenád, Art Market, Budapest; Incitató nemzetközi művésztábor, DMK, Belvárosi Galéria, Debrecen; Atáditél, Barcsay-terem, MKE, Budapest; Valóság és Illúzió pályázat, Fővárosi Nagycirkusz, Budapest
- 2013. Faur Zsófi Galéria,[1] Art Copenhagen, (DK); Transzvízió, Református Templom, Somorja, (SK); Nyitó kiállítás, Latarka, Budapest; Faur Zsófi Galéria, at SWAB Barcelona (SP); Kimondatlan Délibáb, Dán kulturális Intézet, Kecskemét; Ezüstgerely Sportmúzeum, Budapest; Enra, Limes Galéria, Komárno (SK); Kortárs Karácsonyi vásár, Latarka, Lengyel Intézet; Négy Elem, Művészet Malomba, Szentendre; Reformáció és Tolerancia, Evangélikus Országos Múzeum, Budapest
- 2014. Game, Latarka,[4] Lengyel Intézet, Budapest; Faur Zsófi Galéria Art14, London (GB); Vastagok, Vértes Agórája, Tatabánya; KÉSZ, Acélszobrászati Szimpózium zárókiállítása, Kecskemét; Lélekbázis, Korona Udvar, Somorja, (SK); Duna, Kortárs Magyar Galéria, Dunaszerdahely (SK); Labirintus, Művészet Malom, Szentendre; Új Generáció, Galéria 13, Budapest; KASZ+2014 Erlin Galéria, Budapest; madeinhungary, Budapest Galéria, Bálna, Budapest; Faur Zsófi galéria, Contemporary Istanbul 2014, Isztambul, (TU)
- 2015. Itt és most, Műcsarnok,[5] Budapest; Faur Zsófi Galéria Art15, London, (GB); KÉSZ, Acélszobrászati Szimpózium zárókiállítása, Kecskemét; Szülőföld, Kortárs Magyar Galéria, Dunaszerdahely, (SK); Faur Zsófi Galéria, START, Saatchi Gallery,[6] London, (UK); Gondviselés, Korona Udvar, Somorja, (SK); Evolutio, Art Salon,[7] Budapest; Art Market 2015, Budapest; Faur Zsófi galéria, Contemporary Istanbul 2015, Istanbul, (TU)
- 2016. Dunart.com I-V, MAMÜ Társaság, Budapest; Skoufa gallery, Athen, (GR); Faur Zsófi Galéria, Art16, London, (GB); Faur Zsófi Galéria, Art.Fair Cologne (D); Őszi Tárlat, Stefánia Szoborpark, Budapest; Utak, Kortárs Magyar Galéria,Vermes-villa, Dunaszerdahely, (SK); Beyond the boundaries, Faur Zsófi Galéria, Budapest
- 2017. 25 Symposion, Műcsarnok,[8] Budapest; Art Gallery Rozendaal, Montford, (NL); Art Vienna, Leopold Múzeum, Bécs, (A); Post Vienna, Kún Kelemen Fine Arts, Pozsony, (SK); Tavaszi Tárlat, Stefánia Szoborpark, Budapest; 48.Tavaszi Tárlat, Pesterzsébeti Múzeum, Budapest; Art Point-Gumno, Sloeshtica,(MK); Fényküszöb, Korona Udvar, Somorja, (SK); Ezt nem hiszem el, Amatár,[9] Budapest; Dimenziók, Művészetmalom, Szentendre; MAMŰ, Art Market, Budapest; Kapu, Kortárs Magyar Galéria,Vermes-villa, Dunaszerdahely,(SK); Visszacsatolási Effektus, MAMŰ, Budapest; Szindbád-Óbuda, Esernyős galéria,[10] Budapest

## Művei gyűjteményekben
- Pesterzsébeti Múzeum[11] (HU)
- Soroksár Képtár (HU)
- KASZ – gyűjteménye (HU)
- Marquise of Marianao család gyűjteménye (SP)
- Mr.Carlos Añaños gyűjteménye (SP)
- Joaquín Díez-Cascón gyűjteménye (SP)
- Elgiz Museum, Isztambul (TU)
- New Museum, Mexico (MX)
- DUNART.COM gyűjteménye (SK)
- Art Point-Gumno Gyűjteménye (MK)
- Pauker-gyűjteménye (HU)

## Köztéri munkái
- 2003. Sinka emlékmű, Csömör
- 2007. Kormos István Portré, Mosonmagyaróvár
- 2008. Babits Mihály dombormű, Budapest I. kerület
- 2009. Korpusz, Vasad templom oltára
- 2010. Halmos László dombormű, Mosonmagyaróvár
- 2014. Isten Báránya, Budapest, Soroksár
- 2016. Groffits Gábor, Mosonmagyaróvár